# Прапор Великописарівського району
Пра́пор Великопи́сарівського райо́ну — сучасний стяг Великописарівського району Сумської області.

## Опис
Прапор Великописарівського району являє собою прямокутне полотнище синього кольору з зображенням в центрі герба Великописарівського району. Співвідношення ширини прапора і його довжини 2:3. Розмір герба 2/3 ширини і 1/3 довжини від полотнища прапора.
Прапор району затверджений 16 грудня 2003 року 11-ю сесією Великописарівської районної ради XXIV скликання.